# نام ته-هیون
نام ته هیون (کره‌ای: 남태현؛ زادهٔ ۱۰ مه ۱۹۹۴)، که با نام هنری ته‌هیون (کره‌ای: 태현) شناخته می‌شود، خواننده، ترانه‌سرا، تهیه‌کننده و بازیگر اهل کره جنوبی است. او قبلاً عضو گروه پسرانهٔ کره جنوبی، وینر بوده‌است.